# Thomas Maitland Snow
Thomas Maitland Snow, CMG (* 21. Mai 1890; † 24. Januar 1997) war ein britischer Diplomat, der unter anderem zwischen 1935 und 1947 Gesandter in mehreren Ländern sowie von 1944 bis 1945 erster Botschafter in Kolumbien war.

## Leben
Thomas Maitland Snow, Sohn von Thomas Snow und dessen Ehefrau Edith Banbury, begann nach dem Besuch des renommierten Winchester Colleges ein Studium der Klassischen Altertumswissenschaft am New College der University of Oxford und schloss dieses mit einem Bachelor of Arts (B. A. Classics) ab. Im Anschluss trat er am 6. Oktober 1914 als Attaché in den diplomatischen Dienst (HM Foreign Service) des Außenministeriums (Foreign Office) und übernahm zahlreiche Funktionen im Laufe seiner beruflichen Laufbahn. Er wurde am 23. November 1915 kommissarischer Dritter Sekretär (Acting Third Secretary) sowie am 1. April 1923 Erster Sekretär (First Secretary). Am 17. Mai 1930 wechselte er als Botschaftsrat (Counsellor) an die Botschaft im Japanischen Kaiserreich und verblieb dort bis 1934. Im Anschluss war er zwischen 1934 und 1935 Botschaftsrat an der Botschaft in Spanien, wo er am 4. Juni 1934 für seine Verdienste im Zuge der sogenannten „Birthday Honours“ zum Companion des Order of St Michael and St George (CMG) ernannt wurde.
Als Nachfolger von Herbert Grant Watson übernahm Snow am 10. Mai 1935 den Posten als Gesandter in Kuba und bekleidete das Amt bis 1937, woraufhin wieder Herbert Grant Watson seine Nachfolge antrat. Er selbst wurde 1937 als Nachfolger von Rowland Sperling Gesandter in Finnland und übte diese Funktion bis zu seiner Ablösung durch Gordon Vereker 1940 aus. 1940 kehrte er ins Außenministerium zurück und war dort bis 1941 in Personalunion sowohl Leiter des Referats für Kriegsgefangene (Head of Prisoners of War Department) als auch Leiter des Referats für Flüchtlinge (Head of the Refugees Department).
Am 27. Mai 1941 wurde Thomas Maitland Snow Nachfolger von Montague Paske-Smith als Gesandter in Kolumbien. Nachdem die Gesandtschaft zur Botschaft erhoben wurde, übernahm er am 17. Februar 1944 den Posten als erster Botschafter in Kolumbien und verblieb dort bis 1945, woraufhin Philip Mainwaring Broadmead sein dortiger Nachfolger wurde. Zuletzt übernahm er 1946 von Sir Clifford John Norton den Posten als Gesandter in der Schweiz. 1949 trat er in den Ruhestand und wurde 1950 von Patrick Scrivener abgelöst.
Snow war zwei Mal verheiratet. Aus seiner ersten 1927 geschlossenen Ehe mit Phyllis Annette Malcolmson gingen drei Söhne hervor. 1949 heiratete er in zweiter Ehe Sylvia Snow. Er verstarb im Alter von 106 Jahren.